# Chlaenius harpalinus
Chlaenius harpalinus är en skalbaggsart som beskrevs av Johann Friedrich von Eschscholtz. Chlaenius harpalinus ingår i släktet Chlaenius och familjen jordlöpare. Inga underarter finns listade i Catalogue of Life.